# فريدريك بور
فريدريك بور (بالإنجليزية: Frederick Burr)‏ (2 أغسطس 1887 - 12 مارس 1915) هو لاعب كريكت بريطاني (وحمل سابقاً جنسية المملكة المتحدة لبريطانيا العظمى وأيرلندا).

## وصلات خارجية
- فريدريك بور على موقع إي آس بي آن كريك إنفو (الإنجليزية)